# Hippophae gyantsensis
Hippophae gyantsensis — вид квіткових рослин з родини маслинкових (Elaeagnaceae). Поширення: Тибет. Населяє гравійні річкові тераси та висохлі русла річок на висотах 3500–4000(5000) метрів.

## Біоморфологічна характеристика
Це кущ або дерево заввишки 5–8 метрів. Гілки коричневі або сіруваті, досить довгі, тонкі. Листя чергове; ніжка ± відсутня; листова пластинка знизу рівномірно матово-біла, зверху зелена або злегка срібляста, лінійно-довгаста або лінійно-ланцетна, (1.2)3.5–5.5 × 0.3–0.5 см, знизу ± повстяна, з іржаво-зірчастими волосками або без них, зверху волосиста, основа клиноподібна, край злегка загнутий, верхівка гостра. Плодоніжка ≈ 2 мм. Плід еліпсоїдної форми, 5–7 × 3–5 мм. Ендокарпій важко відокремити від насіння. Насінина сплющена еліпсоїдна, ≈ 4.5 мм, поверхня матова, злегка борозниста. Плодіння: вересень.

## Використання

### Як їжа
Фрукти вживають сирими або вареними. Фрукти дуже багаті на вітамін С, але дещо лимонний смак у сирому вигляді занадто кислий для більшості людей. Фрукти стають менш кислими після заморозків або після варіння.

### В медицині
Ніжні гілки та листя містять біологічно активні речовини, які використовуються для виробництва олії, що досить сильно відрізняється від олії, що виробляється з плодів. Цю олію використовують як мазь для лікування опіків. З плодів виготовляють високоякісну лікарську олію, яку використовують для лікування серцевих захворювань. Плід є дуже багатим джерелом вітамінів та мінералів, особливо вітамінів А, С та Е, флаваноїдів та інших біологічно активних сполук. Він також є досить хорошим джерелом незамінних жирних кислот, що досить незвично для фрукта.

### Інше
Деревина використовується як паливо.